# Renzo Zorzi
Renzo Zorzi (n. 12 decembrie 1946) este un fost pilot italian care a evoluat în Campionatul Mondial de Formula 1 între anii 1975 și 1977.
1. ↑  Renzo Zorzi, accesat în 9 octombrie 2017